# La Jamais Contente
La Jamais Contente (französisch: Die nie Zufriedene) war ein elektrisch betriebener Geschwindigkeitsrekordwagen, der als erstes Straßenfahrzeug eine Geschwindigkeit von mehr als 100 km/h erreichte. Der Geschwindigkeitsrekord wurde am 29. April 1899 in Achères (Département Seine-et-Oise, heute im Département Yvelines) bei Paris erzielt.

## Umstände der Konstruktion

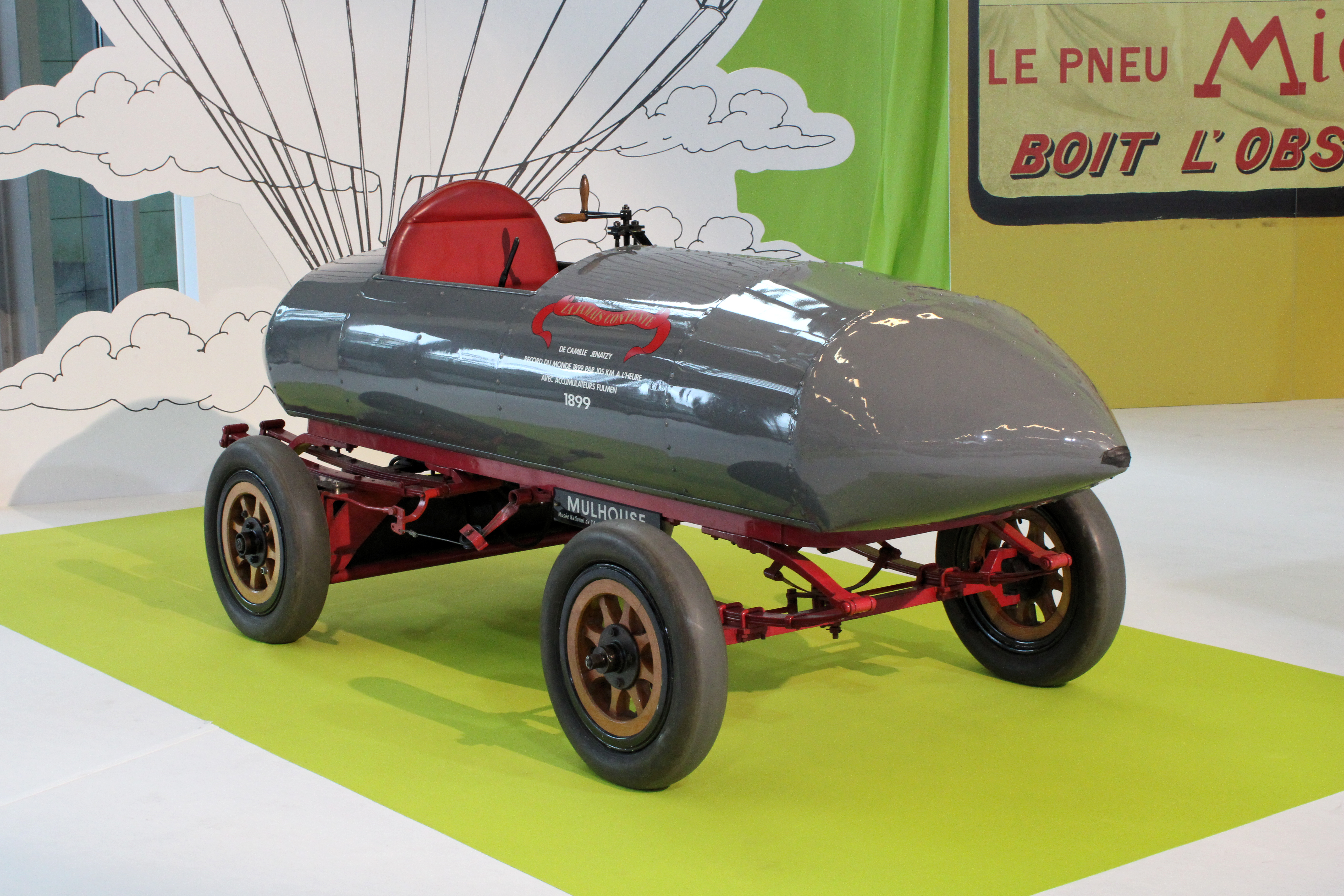
Replik der Jamais Contente auf dem Pariser Autosalon, Oktober 2018

Konstruiert und gefahren wurde die Jamais Contente vom belgischen Ingenieur und Rennfahrer Camille Jenatzy. Jenatzy war damals Direktor der Compagnie Générale des Transports Automobiles, einer Firma, die Pkw und Lkw mit Elektroantrieb baute. In dem bestehenden Geschwindigkeitsrekord von Gaston de Chasseloup-Laubat, der 1898 mit einem ebenfalls elektrisch angetriebenen Jeantaud Duc eine Geschwindigkeit von 62,78 km/h erreichte, sah Jenatzy eine Herausforderung. Für den Wettstreit, der von der Zeitung La France Automobile ausgeschrieben wurde, konstruierte er zuerst den CGA Dogcart. Nachdem es zu mehreren Duellen mit de Chasseloup-Laubat im Januar und März 1899 bei Achères gekommen war, bei denen die beiden Kontrahenten abwechselnd neue Rekorde aufgestellt hatten, behielt de Chasseloup-Laubat mit einer Geschwindigkeit von 92,78 km/h vorerst den Rekord. Jenatzy verwarf sein bisheriges Fahrzeug und konstruierte innerhalb weniger Wochen das Modell C.I.T.A. No. 25, bekannt unter dem Namen La Jamais Contente, ein als Elektroauto ausgeführtes Automobil.

## Konstruktion

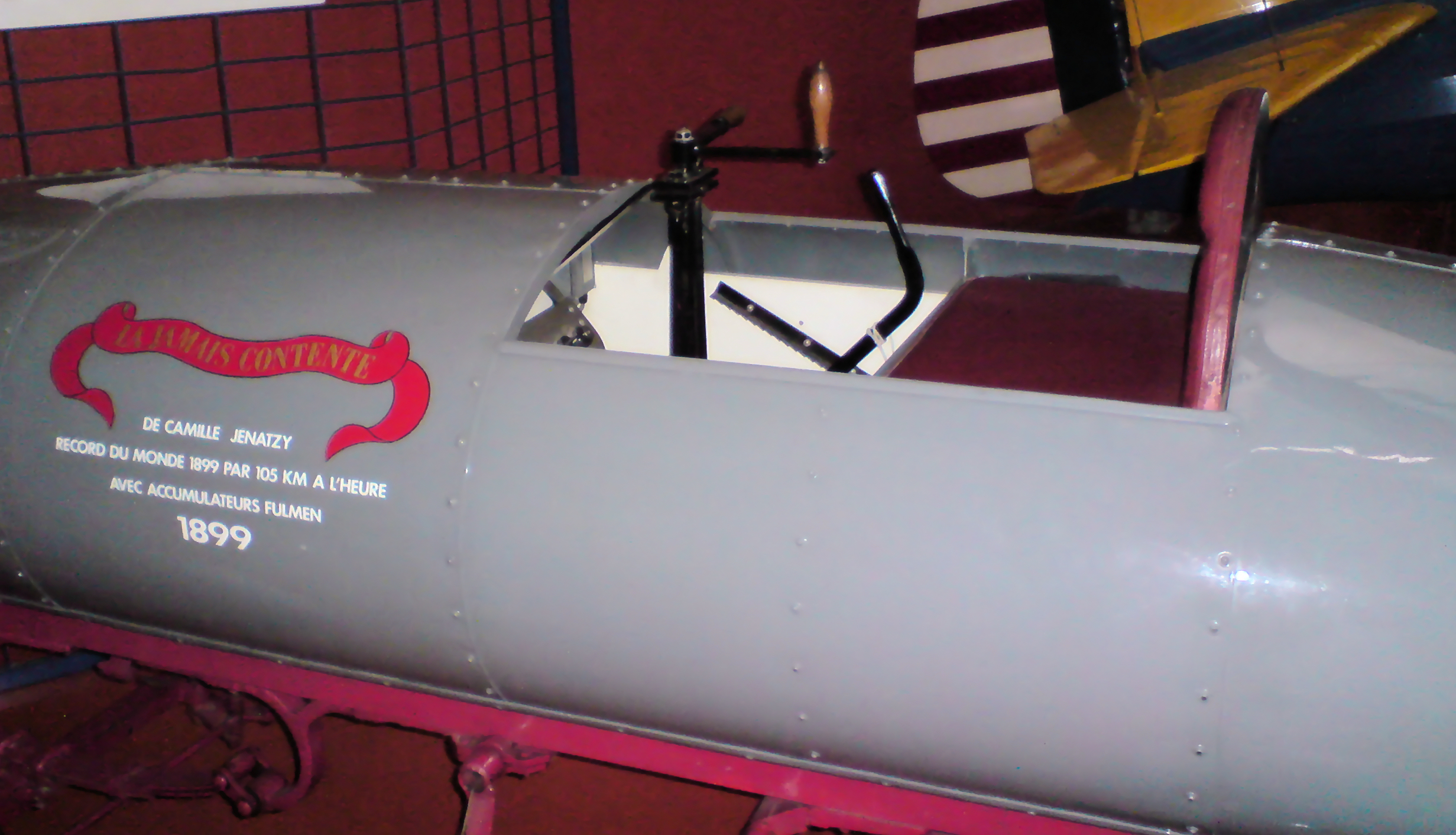
Der Innenraum mit Lenkstock und Handbremse

Die blaugrau lackierte Karosserie hatte Léon Auscher gezeichnet. Sie saß auf einem Kastenrahmen. Der Karosseriebauer J. Rothschild & Fils hatte sie aus Partinium angefertigt, einer leichten Legierung aus Aluminium, Wolfram und Magnesium. Die Bauweise in Form eines Torpedos war eine der ersten, die nach aerodynamischen Gesichtspunkten entwickelt wurde. Das Konzept von Jenatzy hatte jedoch zwei Schwächen: Zum einen ragte der Oberkörper des Fahrers über die Karosserie hinaus, zum anderen lag das Fahrwerk mit den kleinen, dicken Reifen völlig frei. So bot der Wagen trotz der strömungsgünstigen Karosserie eine große Angriffsfläche für den Fahrtwind. Der Dampfwagen Œuf de Pâques, der 1902 dem Elektroauto den Rekord abnahm, hatte allerdings eine nicht ganz so stromlinienförmige Karosserie, die trotzdem ebenfalls Fahrer und Räder dem Fahrtwind preisgab.

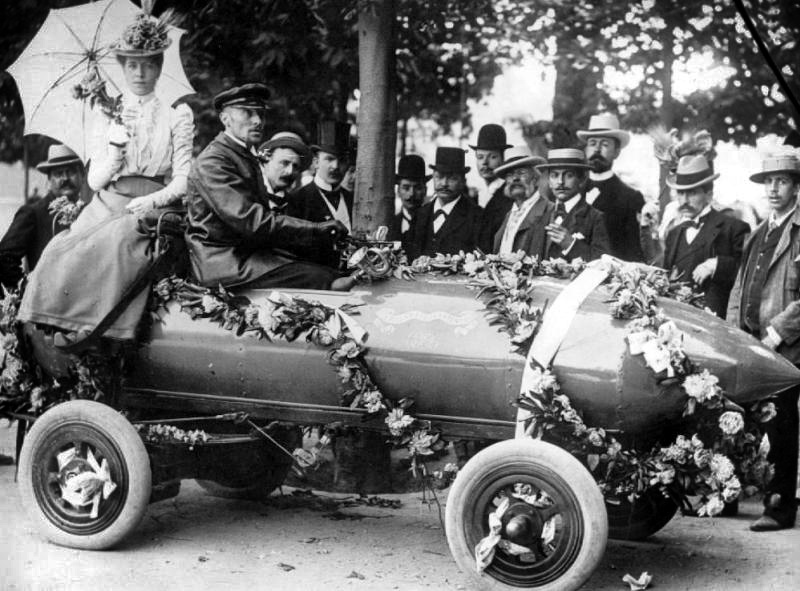
Camille Jenatzy mit der Jamais Contente bei der Siegesparade am 1. Mai 1899

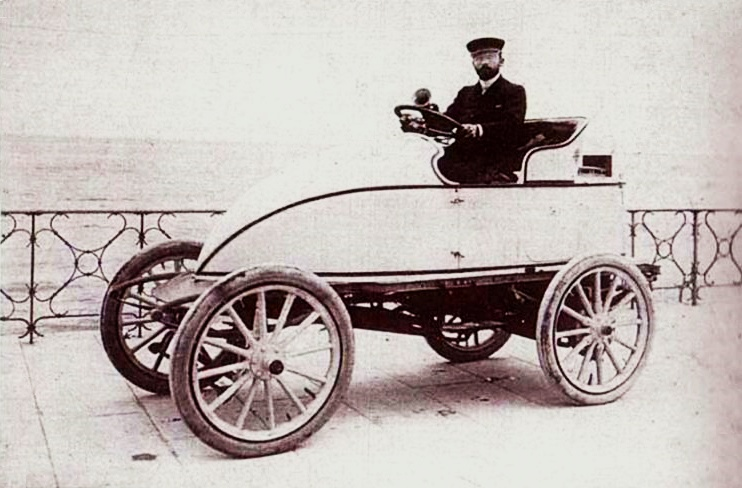
Œuf de Pâques, dampfbetriebener Rekordwagen von 1902

Außer einem Lenkstock, einer Handbremse und einem Fußhebel, mit dem die Beschleunigung reguliert werden konnte, hatte das Fahrzeug keine weiteren Bedienelemente. Zwei 25-kW-Elektromotoren des französischen Ingenieurs André Étienne Postel-Vinay, die mit 200 Volt und 125 Ampere arbeiteten, trieben den Wagen an. Den Strom lieferte ein aus 82 Einzelelementen der französischen Marke Fulmen bestehender Bleiakkumulator. Der französische Hersteller Société de l’accumulateur Fulmen aus Clichy bot mit seinem Typ Fulmen B 17 die damals höchste Speicherkapazität an. Ein Akkumulatorelement wog 10,4 kg bei einer Kapazität von 135 Amperestunden und einem Entladestrom von 27 A, die Gesamtmasse der Akkumulatorelemente machte daher mit über 850 kg einen Großteil der Fahrzeugmasse aus.
Auf rote Speichenräder waren 65 mm dicke Luftreifen von Michelin aufgezogen.

## Rekord
Auf der zwei Kilometer langen Strecke bei Achères wurden ab 1898 die Concours de Vitesse (Geschwindigkeitswettkämpfe) durchgeführt. Die Strecke war in zwei Hälften unterteilt, der erste Kilometer für die Beschleunigung bei stehendem Start, die zweite Hälfte für den fliegenden Start. Drei Gruppen von Zeitnehmern mit Stoppuhren (Genauigkeit 0,2 Sekunden) und Signalflaggen sorgten für die Messungen. Nach einem fehlgeschlagenen Versuch am 31. März 1899 durchfuhr Jenatzy mit dem 1450 kg schweren Fahrzeug am 29. April 1899 den Kilometer mit fliegendem Start in genau 34 Sekunden. Dies bedeutete eine Höchstgeschwindigkeit von 105,882 km/h. Damit übertraf er den Rekord seines Kontrahenten de Chasseloup-Laubat und war der erste Rekordhalter über der 100-km/h-Marke. Durch die Rekordfahrt von Léon Serpollet mit dem eiförmigen Dampfwagen Œuf de Pâques (Osterei) vom 13. April 1902 ging der Rekord verloren. Serpollet erreichte eine Geschwindigkeit von 120,80 km/h und war damit der erste Fahrer eines nicht-elektrisch angetriebenen Fahrzeuges, der den Geschwindigkeitsrekord für Landfahrzeuge brach.

## Verbleib
Der Rekordwagen wurde ab Juli 1899 vom Reifenhersteller Michelin als Testwagen eingesetzt. Nach zahlreichen Ausstellungen gelangte der Wagen 1931 in das Musée national de la Voiture in Compiègne. Der heute zu besichtigende Wagen ist allerdings ein Nachbau.